# Камбарская волость (Евпаторийский уезд)
Камба́рская во́лость — административно-территориальная единица в составе Евпаторийского уезда Таврической губернии. Образована в результате земской реформы 1890-х годов, которая в Евпаторийском уезде прошла позже 1892 года, выделением восточной части Сакской волости в границах 1860 года. По «Памятной книжке Таврической губернии на 1902 год» включала 17 деревень, 2 хутора, усадьбу и конно-почтовую станцию Аиш с 23 жителями. Всего на тот год в волости проживало 2278 человек.
Также на 1902 год в волости числились 2 хутора — Айлянша с 68 жителями и Картмышик — с 55 и усадьба Казанчи (10 чел.).

## Састояние на 1915 год
По Статистическому справочнику Таврической губернии. Ч.II-я. Статистический очерк, выпуск пятый Евпаторийский уезд, 1915 год, в Камбарской волости Евпаторийского уезда числилось 47 различных поселений, из них 17 населёных пунктов имели статус сёл, в которых проживало 1553 человека приписных жителей и 2594 — «посторонних»:

| - Авель — 48/53 чел. - Аиш — 28/84 чел. - Айлянма (она же Юхары-Джамин) — 38/26 чел. - Аккоз — 49/19 чел. - Алач — 21/136 чел. - Арап — 0/24 чел. - Ашага-Джамин — 162/130 чел. - Байгельды — 38/44 чел. - Биюк-Токсаба — 0/146 чел. - Джабанак — 0/84 чел. - Джамит (Темеш-вакуф) — 122/13 чел. | - Джанкой (она же Ново-Екатериновка) — 0/121 чел. - Камбары — 127/112 чел. - Карач — 3/115 чел. - Картмышик — 165/100 чел. - Картмышик Старый — 0/59 чел. - Казанчи (2 части) — 122/30 чел. - Кучук-Токсаба — 8/51 чел. - Кадыр-Балы (она же Ново-Сергеевка) — 17/42 чел. - Кальпе-Эли — 17/14 чел. - Лезы — 10/72 чел. | - Лезы Новые — 15/5 чел. - Менглерчик — 117/31 чел. - Мешер — 0/28 чел. - Ново-Михайловка (она же Кадыр-Балы) — 0/33 чел. - Ново-Софиевка — 162/87 чел. - Спат — 180/160 чел. - Такил — 52/345 чел. - Теший — 11/147 чел. - Топаловка (Сергеевка) — 0/54 чел. - Экибаш — 18/32 чел. |

Волость была упразднена постановлением Крымревкома от 8 января 1921 года № 206 «Об изменении административных границ».